# Sharon Laws
Sharon Laws (Nairobi, 7 juli 1974 – Bourton-on-the-Water, 16 december 2017) was een Brits wielrenster.

## Loopbaan
Laws was actief op de weg en op de mountainbike. Ze reed bij ploegen als Bigla Pro Cycling Team, de Nederlandse ploegen Garmin-Cervélo en AA Drink-leontien.nl, de Belgische ploeg Lotto Belisol Ladies en het Amerikaanse UnitedHealthcare Women's Team.
Laws werd Brits kampioene tijdrijden in 2008 en op de weg in 2012. Ze kwam uit voor Groot-Brittannië op de Olympische Zomerspelen 2008 in Peking; ondanks twee valpartijen werd ze 35e in de wegrit. In 2010 werd ze 28e op de Gemenebestspelen in Delhi en 16e op het WK op de weg. In Valkenburg aan de Geul won ze brons met haar team AA Drink-leontien.nl op het WK ploegentijdrit 2012.
In september 2016, vlak voordat ze haar carrière wilde beëindigen, werd baarmoederhalskanker bij haar geconstateerd. Na haar wielerloopbaan en gedurende haar chemobehandeling schreef ze blogs voor onder andere Voxwomen en was ze commentator bij The Women's Tour. Ze overleed in december 2017 op 43-jarige leeftijd.

## Palmares

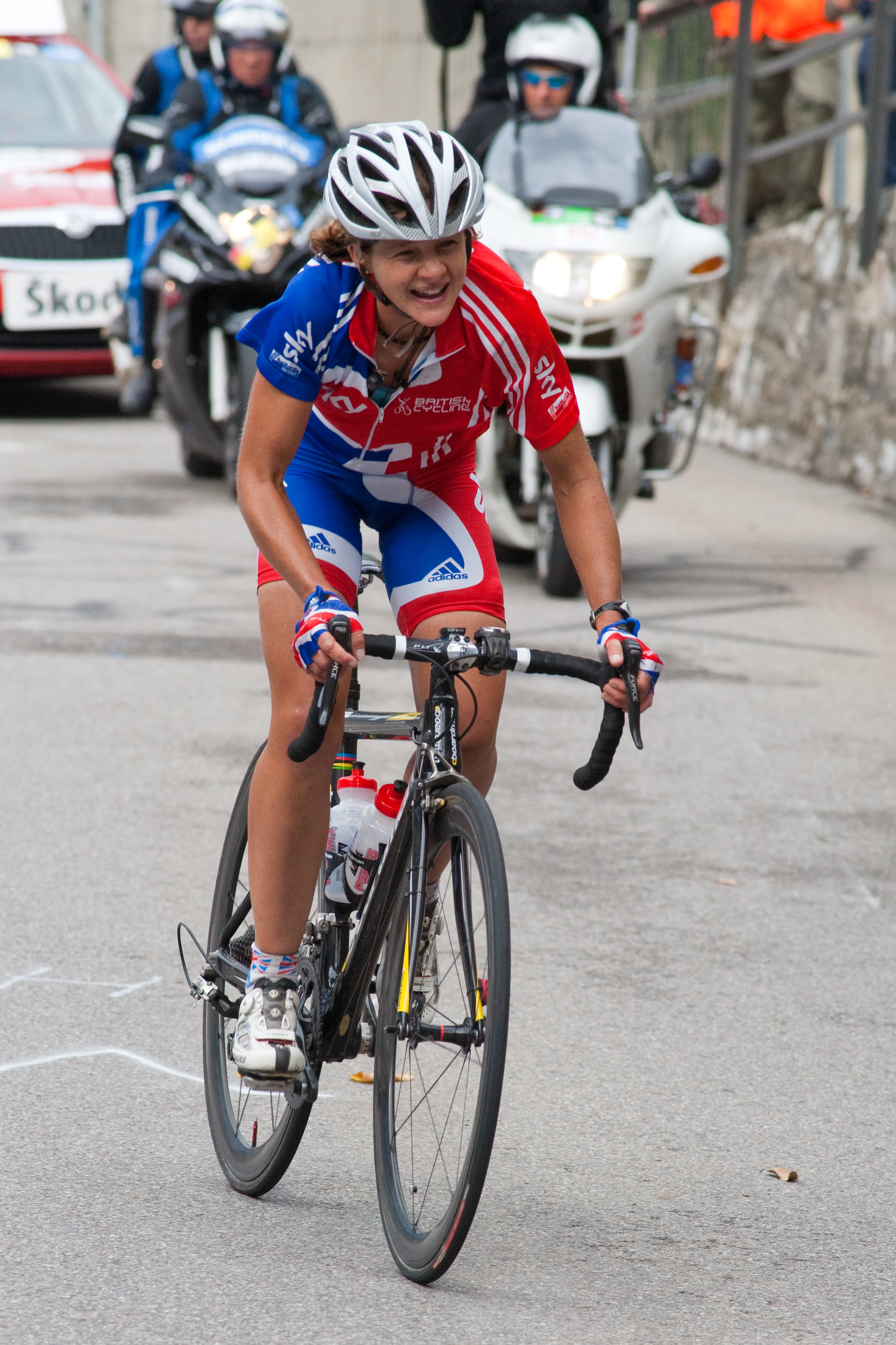
Laws op het WK 2009

2004
Absa Cape Epic, Zuid-Afrika, Women's Category (MTB)
8e in Cape Argus Cycle Race, Zuid-Afrika
2006
5e in TransAlps (MTB)
6e in Grand Raid Crist Alp, Zwitserland (MTB)
2007
Tour of Bright
Gravity 12 hour (MTB)
Big Hill event (MTB)
 Chase the Sun 5 hour (MTB)
 Mars Challenge (lopen, fietsen, roeien)
 Tour of Coleraine
5e in Anaconda Adventure Race (MTB)
2008
 Brits kampioen tijdrijden
 Open Australisch kampioenschap op de weg
Cheshire Classic
2e etappe, Cheshire Classic
Olveston Women's Road Race
2009
Absa Cape Epic, Women's Category
5e in Open Australisch kampioenschap op de weg
2010
1e etappe (TTT) Tour de l'Aude
1e etappe Tour de l'Ardèche
2011
 Brits kampioenschap op de weg
7e in Chrono des Nations
2012
 Brits kampioen op de weg
Momentum 94.7 Cycle Challenge, South Africa
 WK Ploegentijdrit in Valkenburg
2013
 Zuid-Afrikaans kampioenschap op de weg
2014
 Bergklassement The Women's Tour
6e in WK Ploegentijdrit in Ponferrada
De Vries · D'Hoore · Duyck · Hannes · Laws · Lodewijks · Michal · Moolman · Rousse · Schoonbaert · Taylor · Van Severen
Aubry · Baur · Hanselmann · Klein · Koedooder · Koppenburg · Laws · Lepistö · Moolman-Pasio · Numainville · Olds · Schweizer · Slappendel · Small · van Vleuten